# سلمین عمور
سلمین عمور (انگلیسی: Salmin Amour؛ زادهٔ ۱۹۴۲ (۸۲–۸۳ سال)) سیاستمدار اهل تانزانیا است. وی از ۱۹۹۰ تا ۲۰۰۰ پنجمین رئیس‌جمهور زنگبار بود.